# Francheval
Francheval település Franciaországban, Ardennes megyében. Lakosainak száma 590 fő (2022. január 1.). Francheval Pouru-aux-Bois, Pouru-Saint-Remy, Bouillon, Bazeilles és Douzy községekkel határos.

## Népesség
A település népességének változása:
| Lakosok száma | 558  | 582  | 609  | 625  | 624  | 614  | 609  | 597  | 589  | 590  |
|               | 1968 | 1982 | 1990 | 2006 | 2013 | 2015 | 2017 | 2019 | 2020 | 2022 |